# Cavnic
Cavnic (węg.: Kapnikbánya; niem.: Kapnik) – miasto w Rumunii, w okręgu Marmarosz. Według danych szacunkowych na rok 2002 liczy 5205 mieszkańców. Miasto od 2007 roku zaczyna orientować się na turystykę. Powodem tych zmian było zamknięcie kopalni metali szlachetnych, która już nie przynosiła zysków. W rejonie miasta znajduje się 7 wyciągów narciarskich i trasy narciarstwa alpejskiego o łącznej długości 6 km. Najbliżej położonym dużym miastem jest Baia Mare, oddalone o 26 km na zachód. Znaczna większość mieszkańców jest wyznania prawosławnego. Rumuni stanowią 80.8% populacji, drugą najliczniejszą grupą są Węgrzy – 17.5%, Romowie stanowią około 1% ludności.
Cavnic został założony w 1336 roku i pierwotnie nosił nazwę Capnic. Miejscowość została zniszczona w 1460 roku przez Imperium osmańskie oraz w 1717 roku przez Tatarów, jednak zostało odbudowane. Pod panowaniem węgierskim oraz w Austro-Węgrzech Cavnic nosił nazwę Kapnikbánya i należał do komitatu Szatmár.